# Janina Janecka
Janina Janecka, właśc. Janina Dobrzyńska (ur. 20 października 1893 w Łodzi, zm. 21 lutego 1938 w Warszawie) – polska aktorka teatralna i filmowa

## Życiorys
Janina Janecka uczyła się w Klasie Dramatycznej przy Warszawskim Towarzystwie Muzycznym. W 1908 roku debiutowała w warszawskim Teatrze Małym. Grała w teatrach stołecznych, ujawniając talent komediowy.

## Życie prywatne

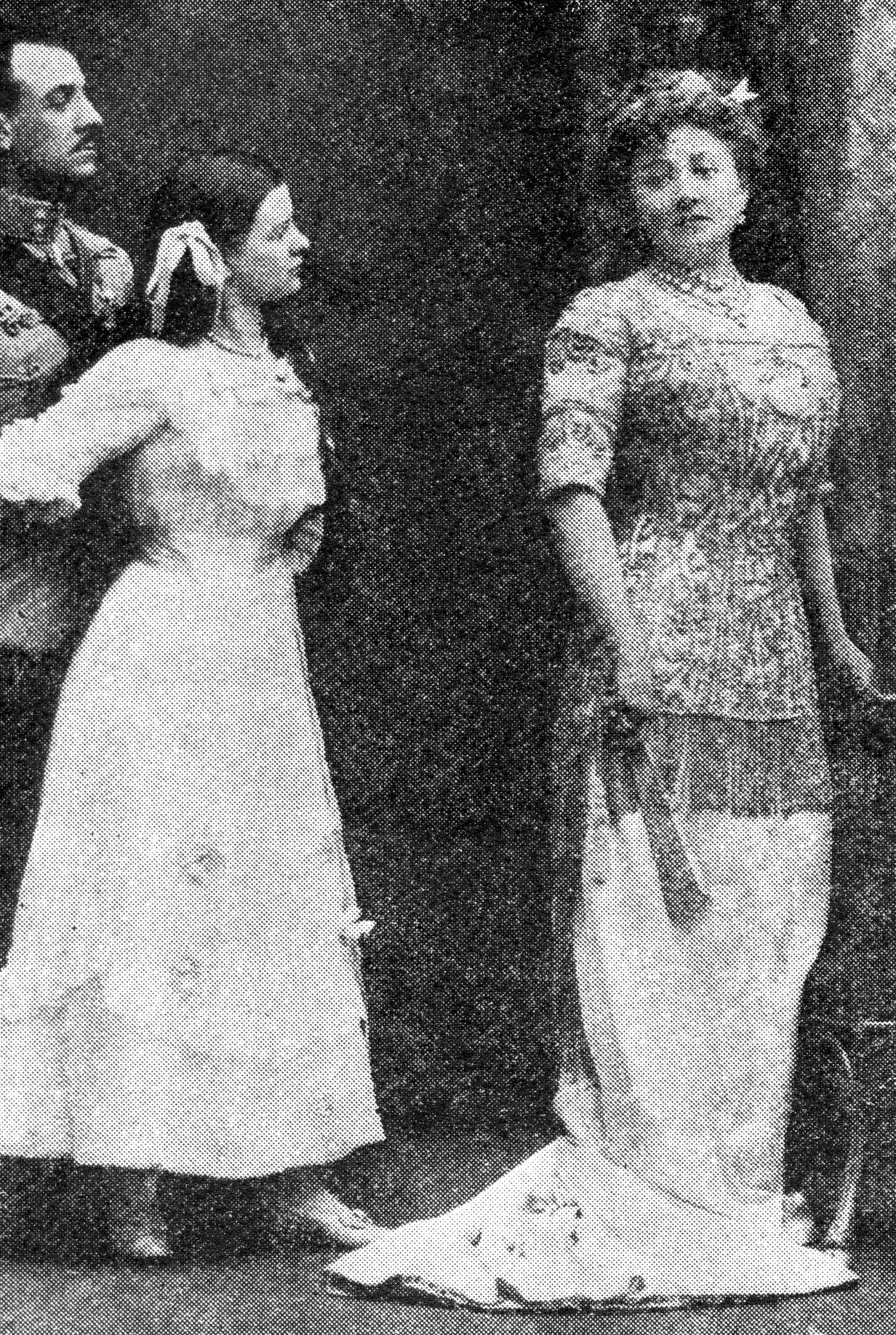
Władysław Szczawiński, Janina Janecka i Wiktoria Kawecka w sztuce Manewry jesienne.

Córka aktorki Matyldy Braunowej, siostra aktorki Zofii Mysłakowskiej, matka aktorek Jagny Janeckiej i Marii Janeckiej.

## Filmografia
- Ułani, ułani, chłopcy malowani (1932)
- Dzieje grzechu (1933)
- 10% dla mnie (1933) jako Grzybkowa
- Dwie Joasie (1935) jako Kowalska
- Wierna rzeka (1936)
- Jadzia (1936) jako Kunegunda – gospodyni Malicza
- Bolek i Lolek (1936) jako majstrowa
- Płomienne serca (1937)
- Dziewczęta z Nowolipek (1937) jako Prymasiakowa
- Wrzos (1938) jako macocha
- Florian (1938) jako Ewa

## Odznaczenia
- Złoty Krzyż Zasługi (pośmiertnie, 30 marca 1938)[1].